# Primavera Europea

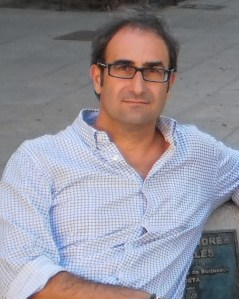
Jordi Sebastià i Talavera – lider listy wyborczej koalicji

Europejska Wiosna (hiszp. Primavera Europea) – wyborcza koalicja hiszpańskich regionalnych i ekologicznych partii politycznych.
Sojusz powstał w 2014 celem wspólnego startu w wyborach europejskich w tym samym roku. Zawiązały go Coalició Compromís (blok ugrupowań z Walencji skupionych wokół Walenckiego Bloku Nacjonalistycznego), reprezentująca zielonych partia Equo, aragońska Chunta Aragonesista oraz mniejsze organizacje polityczne m.in. z Ceuty i Estremadury. Listę wyborczą sojuszu otworzył Jordi Sebastià i Talavera, alkad Burjassot.
W głosowaniu z 25 maja 2014 Europejska Wiosna uzyskała około 1,9% głosów i 1 mandat w PE VIII kadencji, który obsadził jej lider.